# آبراهام چروبن
آبراهام چروبن (انگلیسی: Abraham Cheroben؛ زادهٔ ۱۱ اکتبر ۱۹۹۲) دونده کنیایی‌تبار اهل کنیا است.